# Изест
Изе́ст (фр. Izeste) — коммуна во Франции, находится в регионе Аквитания. Департамент — Атлантические Пиренеи. Входит в состав кантона Олорон-Сент-Мари-2. Округ коммуны — Олорон-Сент-Мари.
Код INSEE коммуны — 64280.

## География

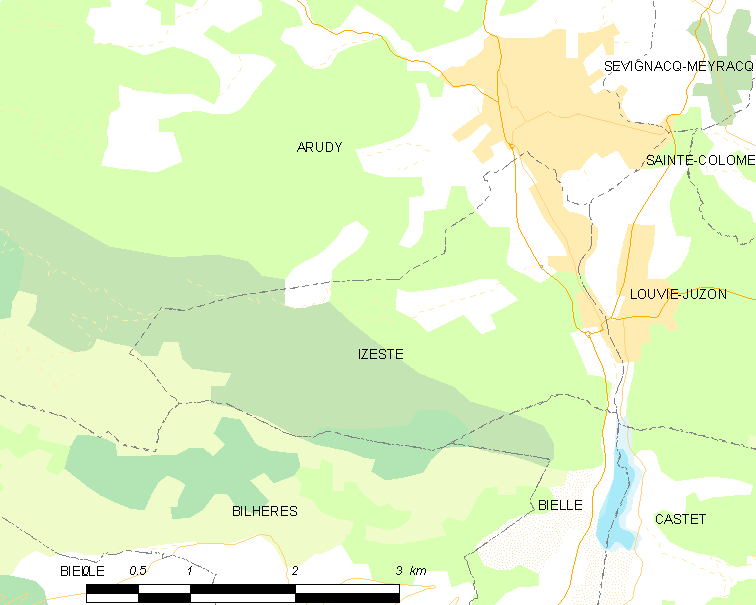
Карта коммуны

Коммуна расположена приблизительно в 680 км к югу от Парижа, в 195 км южнее Бордо, в 24 км к югу от По.
На востоке коммуны протекает река Гав-д’Осо.

### Климат
Климат тёплый океанический. Зима мягкая, средняя температура января — от +5°С до +13°С, температуры ниже −10 °C бывают редко. Снег выпадает около 15 дней в году с ноября по апрель. Максимальная температура летом порядка 20-30 °C, выше 35 °C бывает очень редко. Количество осадков высокое, порядка 1100 мм в год. Характерна безветренная погода, сильные ветры очень редки.

## Население
Население коммуны на 2010 год составляло 458 человек.
| 1962 | 1968 | 1975 | 1982 | 1990 | 1999 | 2010 |
| ---- | ---- | ---- | ---- | ---- | ---- | ---- |
| 573  | 602  | 636  | 536  | 498  | 457  | 458  |

## Администрация
| Период | Период | Фамилия           | Партия | Примечания |
| ------ | ------ | ----------------- | ------ | ---------- |
| 1995   | 2014   | Пьер Бертру-Канту |        |            |
| 2014   | 2020   | Даниэль Карре     |        |            |

## Экономика
В 2010 году среди 248 человек трудоспособного возраста (15-64 лет) 183 были экономически активными, 65 — неактивными (показатель активности — 73,8 %, в 1999 году было 66,1 %). Из 183 активных жителей работали 160 человек (81 мужчина и 79 женщин), безработных было 23 (12 мужчин и 11 женщин). Среди 65 неактивных 18 человек были учениками или студентами, 25 — пенсионерами, 22 были неактивными по другим причинам.

## Достопримечательности
- Церковь Св. Стефана (XVII век)
- Замок Изест (XV век). Исторический памятник с 1986 года[4]
- Позорный столб (1682 год). Исторический памятник с 1954 года[5]